# Ursula Grabley

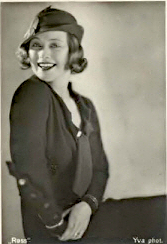
Ursula Grabley um 1930

Ursula Grabley (* 8. Dezember 1908 in Woltersdorf (bei Berlin); † 6. April 1977 in Brilon; vollständiger Name: Ursula Margarete Marie Feodora Grabley) war eine deutsche Film- und Theater-Schauspielerin, die durch mehr als 60 Film- und Fernsehproduktionen bekannt wurde.

## Leben
Die Tochter des Arztes Paul Ludwig Grabley und seiner Ehefrau Johanna Elisabeth Grabley geb. Rohrbeck erhielt Privatunterricht und besuchte Mädchenpensionate in Weimar und Wolfenbüttel. In Hamburg erhielt sie Unterricht in modernem Tanz an der Schule von Rudolf von Laban und sammelte erste Bühnenerfahrungen an den Kammerspielen.
Ab 1927 war sie an der Berliner Volksbühne tätig, wo sie als Soubrette in der Komödie Jill und Jim erste Erfolge feierte. Es folgten weitere Auftritte an Berliner Bühnen wie der Komischen Oper, dem Deutschen Theater und dem Theater unter den Linden.
Ursula Grabley, die mit ihrem Pagenschnitt und selbstbewusst-burschikosem Verhalten den Vorstellungen eines „Mädels von heute“ um 1930 entsprach, erhielt auch zahlreiche Filmangebote. In Hauptrollen oder wichtigen Nebenrollen, meist im Genre der Filmkomödie, verkörperte sie die patente junge Frau von nebenan. Nach einer Kontroverse mit Propagandaminister Joseph Goebbels erhielt sie ab 1939 nur noch wenige Filmrollen und musste sich auf die Theaterarbeit beschränken. Sie stand 1944 in der Gottbegnadeten-Liste des Reichsministeriums für Volksaufklärung und Propaganda.
Nach dem Krieg lebte Ursula Grabley in Hamburg, wo sie das Kabarett Rendezvous mitbegründete. Sie gab Gastauftritte an den Kammerspielen, bei Willy Maertens am Thalia Theater und am Jungen Theater. Im Film der 1950er Jahre verkörperte sie resolute Mütter. Später kannte man sie unter anderem aus den Fernsehserien Stahlnetz, Der Kommissar, Der Alte und Derrick. Sie war von 1926 bis 1941 mit Viktor de Kowa verheiratet. Ursula Grabley starb während einer Theatertournee nach einem Schlaganfall.
Ihre Grabstätte ist auf dem Waldfriedhof von Bad Saarow-Pieskow zu finden.

## Synchronisation
Als Synchronsprecherin lieh Ursula Grabley ihre Stimme international bekannten Schauspiel-Kolleginnen wie Lucille Ball (Der besiegte Geizhals) und Paulette Goddard (Eine Lady mit Vergangenheit).

## Filmografie
- 1929: Katharina Knie
- 1931: … und das ist die Hauptsache!?
- 1931: Das Konzert
- 1931: Der Storch streikt. Siegfried der Matrose
- 1932: Einmal möcht’ ich keine Sorgen haben
- 1932: Ja, treu ist die Soldatenliebe
- 1932: Der schwarze Husar
- 1932: Im Bann des Eulenspiegels
- 1932: Kampf um Blond
- 1933: Der Läufer von Marathon
- 1933: Ist mein Mann nicht fabelhaft?
- 1933: Das Tankmädel
- 1933: Skandal in Budapest
- 1934: Zu Straßburg auf der Schanz
- 1934: Der Schrecken vom Heidekrug
- 1935: Der blaue Diamant
- 1935: Lärm um Weidemann
- 1935: Mach’ mich glücklich
- 1936: Der Dschungel ruft
- 1936: Heißes Blut
- 1936: Ein Mädel vom Ballett
- 1936: Ritt in die Freiheit
- 1937: IA in Oberbayern
- 1937: Die Kronzeugin
- 1937: Peter im Schnee
- 1938: Der unmögliche Herr Pitt
- 1938: Großalarm
- 1939: Der arme Millionär
- 1939: Hurra! Ich bin Papa!
- 1939: Zwielicht
- 1944: Solistin Anna Alt
- 1944/46: Unter den Brücken
- 1945: Das Leben geht weiter
- 1950: Dreizehn unter einem Hut
- 1950: Export in Blond
- 1952: Der bunte Traum
- 1953: Man nennt es Liebe
- 1954: Sanatorium total verrückt
- 1954: Geständnis unter vier Augen
- 1954: Das Ministerium ist beleidigt
- 1955: Vatertag
- 1955: Mamitschka
- 1956: Ohne Dich wird es Nacht
- 1956: Zu Befehl, Frau Feldwebel!
- 1959: Die Nacht vor der Premiere
- 1959: Stahlnetz: Aktenzeichen: Welcker u. a. wegen Mordes
- 1960: Himmel, Amor und Zwirn
- 1962: Onkel Harry
- 1962: Nie hab ich nie gesagt
- 1964: Der Verdacht (TV-Serie Sie schreiben mit)
- 1966: Franziska weiß alles (TV-Serie  Sie schreiben mit)
- 1969: Der Kommissar – (Folge 1: Toter Herr im Regen) (Fernsehserie)
- 1969: Die Lümmel von der ersten Bank, 1. Teil: Zur Hölle mit den Paukern
- 1970: Das gelbe Haus am Pinnasberg
- 1971: Der Kommissar – (Folge 34: Der Tote vom Zimmer 17) (Fernsehserie)
- 1972: Besuch aus Denver (TV-Serie Hamburg Transit)
- 1972: Der Kommissar – (Folge 51: Fluchtwege) (Fernsehserie)
- 1975: Tatort: Die Abrechnung
- 1975: Goldener Käfig (TV-Serie Motiv Liebe)
- 1977: Derrick – (Folge 34: Tod des Wucherers) (Fernsehserie)
- 1977: Der Alte – (Folge 2: Jack Braun) (Fernsehserie)